# بوميلاتو
بوميلاتو ( بالايطالية :Pomellato) هي شركة مجوهرات إيطالية.

## التأسيس
تأسست العلامة التجارية من قبل بينو رابوليني في ميلانو في عام 1967 وهي حاليًا ضمن أفضل خمس شركات مجوهرات أوروبية من حيث المبيعات. في عام 2013 ، أصبحت العلامة التجارية جزءًا من التكتل الفاخر كيرينغ.

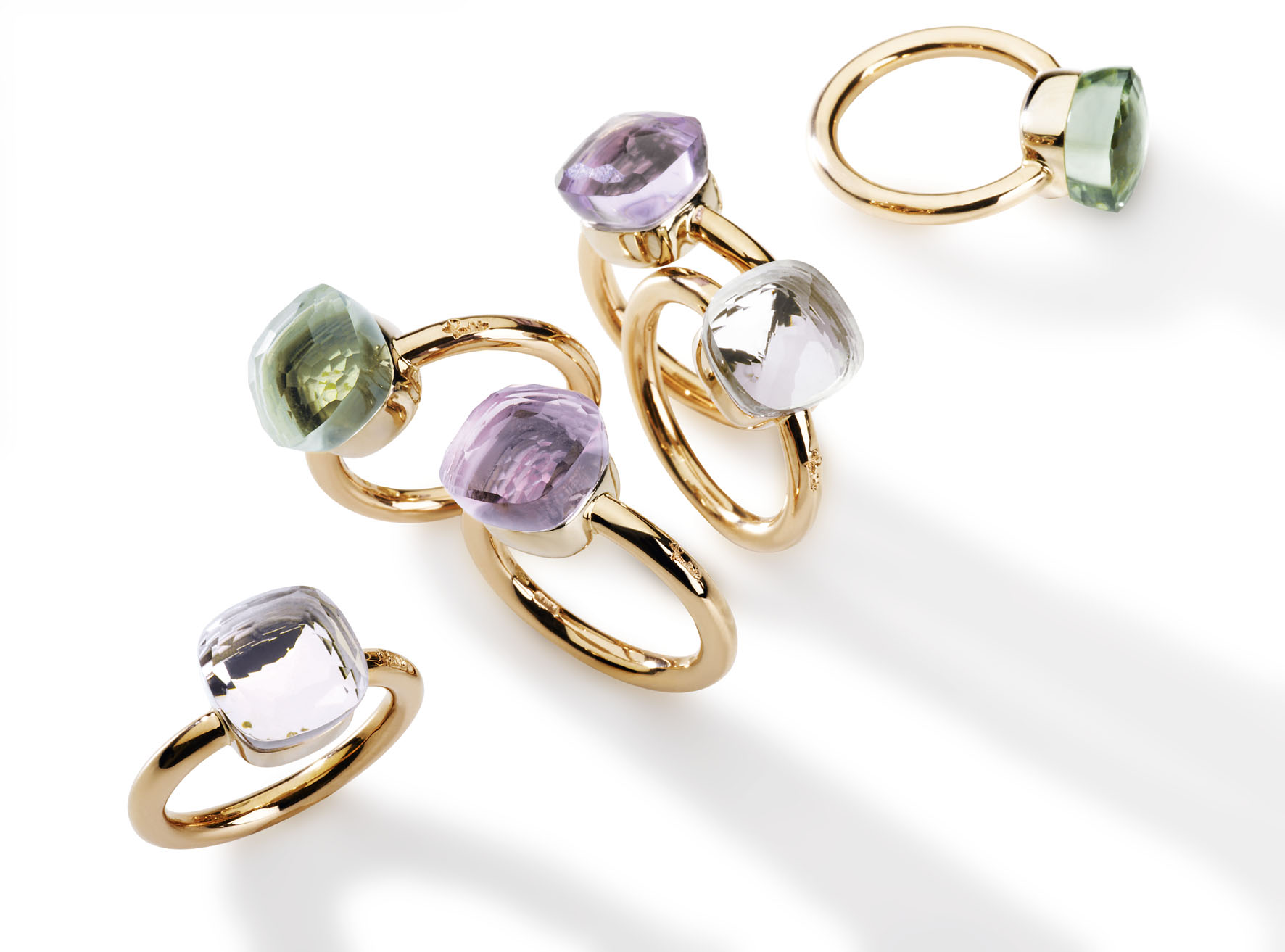
حلقات نودو

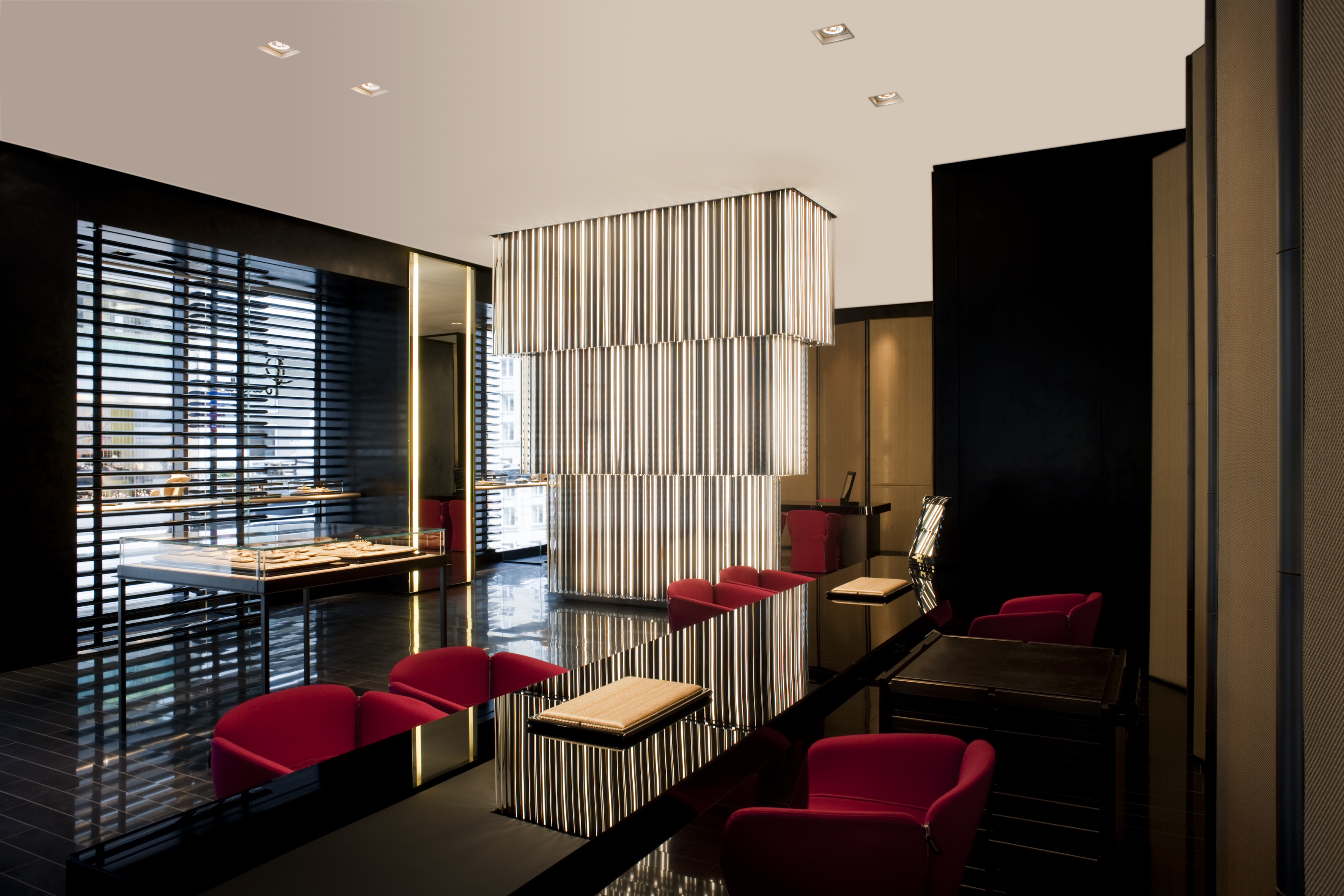
بوميلاتو بوتيك